# CASANOVA
祝祭喜歌劇『CASANOVA』（カサノバ）は、宝塚歌劇団のミュージカル。作・演出は生田大和。作曲はドーヴ・アチア。

## 概要
2019年2月8日から3月11日まで宝塚大劇場で、3月28日から4月29日まで東京宝塚劇場で花組により上演。
花組トップ娘役・仙名彩世の退団公演。
宝塚歌劇団における平成の内に千秋楽を迎えた最後の作品となった。
フランスの作曲家ドーヴ・アチアが全曲を書き下ろした。

## 配役
※（）は新人公演の配役
- ジャコモ・カサノヴァ：明日海りお[3]（帆純まひろ[3])
- ベアトリーチェ：仙名彩世[3]（華優希[3]）
- アントーニオ・コンデュルメル・ディ・ピエトロ：柚香光[3]（聖乃あすか[3]）
- ミケーレ伯爵：夏美よう[3]（一之瀬航季[3]）
- フォスカリーニ：高翔みず希[3]（高峰潤[3]）
- ゾルチ夫人：花野じゅりあ[3]（糸月雪羽[3]）
- シルヴィア・バレッチ：芽吹幸奈[3]（若草萌香[3]）
- コンスタンティーノ：瀬戸かずや[3]（泉まいら[3]）
- グリマーニ（十人委員会）：冴月瑠那[3]（龍季澪[3]）
- ルーナ：白姫あかり[3]（凛乃しづか[3]）
- カーミラ（女官）：鞠花ゆめ[3]（鈴美梛なつ紀[3]）
- コンデュルメル夫人：鳳月杏[3]（舞空瞳[3]）
- ダニエラ：桜咲彩花[3]（音くり寿[3]）
- ブラガディーノ卿：航琉ひびき[3]（春矢祐璃[3]）
- ミランダ（女官）：美花梨乃[3]（桜月のあ[3]）
- ディエード（十人委員会）：舞月なぎさ[3]（涼香希南[3]）
- ジャン＝バプティスト・マヌッチ：和海しょう[3]（芹尚英[3]）
- パッチーナ（コルティジアーナ・オネスタ）：華雅りりか[3]（凜香百音[3]）
- モモロ：羽立光来[3]（南音あきら[3]）
- マリノ・バルビ神父：水美舞斗[3]（愛乃一真[3]）
- マルテ：真鳳つぐみ[3]（三空凜花[3]）
- メルクリオ：乙羽映見[3]（二葉ゆゆ[3]）
- バルボ・トマシ：優波慧[3]（太凰旬[3]）
- ジオーヴェ：更紗那知[3]（愛蘭みこ[3]）
- ダ・ムーラ（十人委員会）[3]：千幸あき（理央ひかる[3]）
- アンリエット：城妃美伶[3]（咲乃深音[3]）
- プッチーナ（コルティジアーナ・オネスタ）：春妃うらら[3]（詩希すみれ[3]）
- ロレンツォ：紅羽真希[3]（和礼彩[3]）
- ロベルト：紅羽真希[3]（天城れいん[3]）
- モニカ（女官）：雛リリカ[3]（琴美くらら[3])
- モーツァルト：綺城ひか理[3]（希波らいと[3]）
- ザグレド（十人委員会）：碧宮るか[3]（海叶あさひ[3]）
- バルサモ：飛龍つかさ[3]（翼杏寿[3]）
- バルバリーゴ（十人委員会）：峰果とわ[3]（颯美汐紗[3]）
- ベッチーナ（コルティジアーナ・オネスタ）：茉玲さや那[3]
- アルヴィーゾ（十人委員会）：澄月菜音[3]（青騎司[3]）
- アントニオ・バレッチ：帆純まひろ[3]（涼葉まれ[3]）
- ベネラ：音くり寿[3]（都姫ここ[3]）
- メディニ伯：聖乃あすか[3]（侑輝大弥[3]）
- セラフィーナ：華優希[3]（朝葉ことの[3]）
- サトゥールノ：咲乃深音[3]（美里玲菜[3]）
- マノン・バレッチ：舞空瞳[3]（美羽愛[3]）

## スタッフ
- 作・演出：生田大和
- 作曲：ドーヴ・アチア（英語版）
- 音楽監督・編曲：太田健
- 編曲：青木朝子
- 音楽指揮：塩田明弘
- 振付：御織ゆみ乃
- 振付：桜木涼介
- 振付：AYAKO
- 殺陣：清家三彦
- 装置：二村周作
- 衣装：有村淳
- 照明：笠原俊幸
- 音響：大坪正仁
- サウンドプログラマー：上田秀夫
- 小道具：三好祐磨
- 映像：奥秀太郎
- 歌唱指導：やまぐちあきこ